# ديان كيلار
ديان كيلار (بالسلوفينية: Dejan Kelhar)‏ (5 أبريل 1984 ببرجيتسي في سلوفينيا - ) هو لاعب كرة قدم سلوفيني في مركز الظهير. شارك مع منتخب سلوفينيا لكرة القدم. أما مع النوادي، فقد لعب مع النجم الأحمر بلغراد وسامسون سبور وسيركل بروج وشيفيلد وينزداي وغرويتر فورت وليغيا وارسو ونادي أولمبيا ليوبليانا ونادي تساليه ونادي قبله وهبوعيل حيفا ونادي ليوبليانا الأولمبي لكرة القدم ‏ ورابطة وارسو ‏ وNK Krško Posavje ‏.

## وصلات خارجية
- ديان كيلار على موقع اتحاد تركيا (لاعب) (الإنجليزية)
- ديان كيلار على موقع قاعدة بيانات كرة القدم.إي يو (الإنجليزية)
- ديان كيلار على موقع بيانات كرة القدم. دي إي (الألمانية)
- ديان كيلار على موقع ناشيونال فوتبول تيمز (الإنجليزية)
- ديان كيلار على موقع Soccerway.com (الإنجليزية)
- ديان كيلار على موقع عالم كرة القدم.نت (الإنجليزية)